# Krab tęczowy

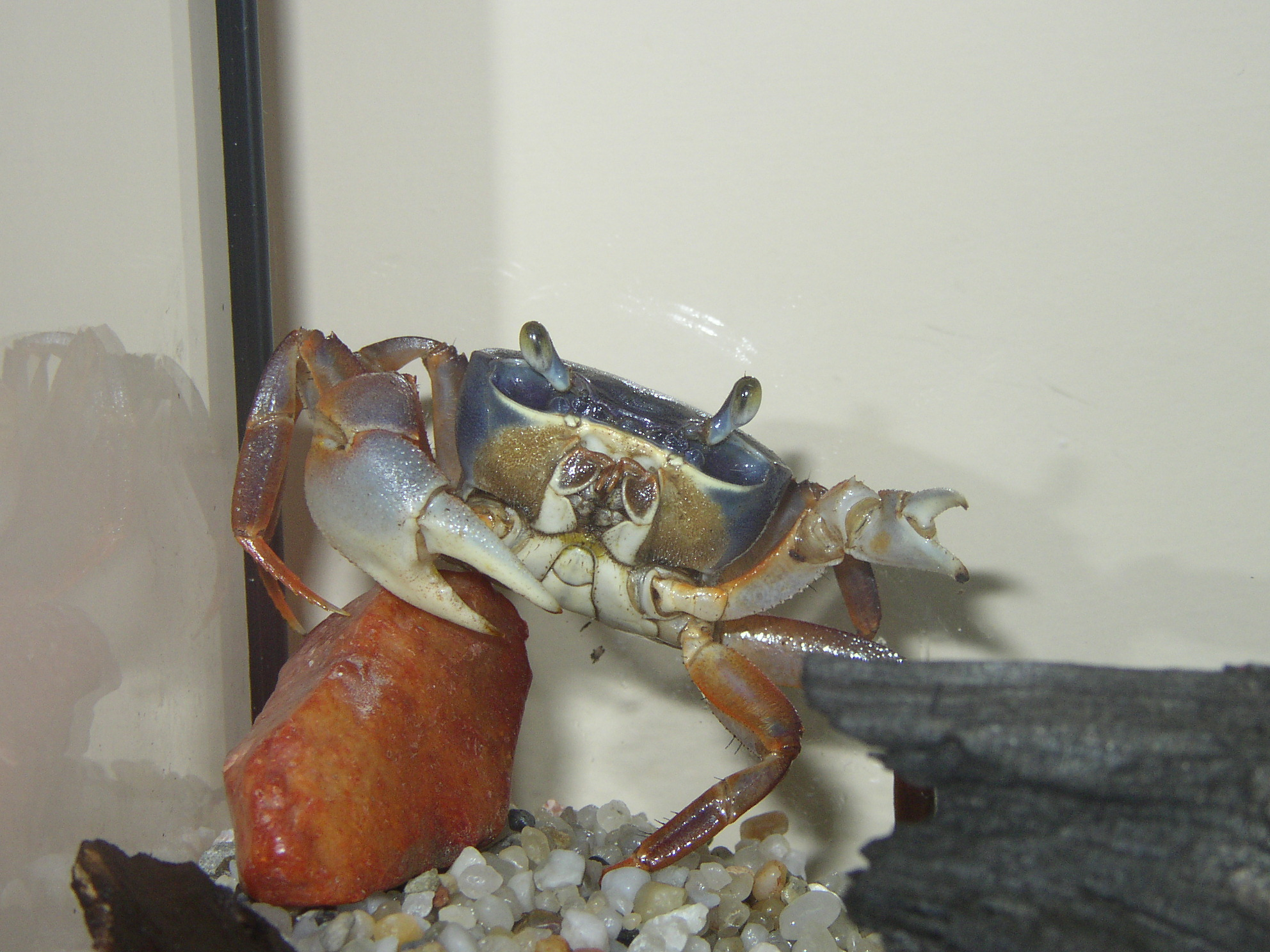
Krab tęczowy (Cardisoma armatum)

Krab tęczowy (Cardisoma armatum lub Cardiosoma armatum, inna nazwa krab trójkolorowy) – gatunek kraba. Jako osobny gatunek został wyodrębniony przez holenderskiego lekarza Jana Adriana Herklotsa w 1851. Swoją nazwę zawdzięcza bogatemu ubarwieniu.
Krab tęczowy jest bardzo często mylony z krabem Halloween.

## Występowanie
Krab tęczowy zamieszkuje północno-zachodnią, nadmorską cześć Ameryki Południowej (Brazylia, Surinam, Gujana, Wenezuela) oraz Morze Karaibskie z występującymi na nim wyspami (Trynidad i Tobago, Antyle Holenderskie i Karaiby, patrz mapka) i podzwrotnikowe regiony Oceanu Atlantyckiego. Jest także sporadycznie spotykany na wybrzeżach Afryki, dokąd dostał się przez ten właśnie ocean.

## Wygląd
Ich średnia wielkość to około 10 do 14 cm, największe osiągają nawet wielkość do 20 cm. Posiadają granatowy (niebieski) karapaks zbudowany z chityny, wysycany solami wapnia, które są pobierane przez kraba za pomocą skrzeli, lekko fioletowe odnóża oraz białe (szare, miejscami przechodzące w niebieskie) szczypce – jedna para szczypiec jest zawsze większa od drugiej i w praktyce służy krabowi do obrony. Mają także bardzo charakterystyczne, wystające oczy; rogówka otacza je dookoła, tak że krab tęczowy może widzieć nawet z tyłu. Posiadają także wewnętrzne skrzela, które pozwalają im bez problemu oddychać zarówno w wodzie, jak i na lądzie.
Jest zwierzęciem rozdzielnopłciowym, lecz dymorfizm płciowy jest słabo zaznaczony. Samica różni się od samca tym, że ma szerszy odwłok (przystosowany do przechowywania jajeczek) w kształcie odwróconej litery C, a samiec ma odwłok wąski, zbliżony kształtem do litery V.

## Życie kraba
Kraby tęczowe są drapieżne, lecz dla człowieka całkowicie niegroźne. Prowadzą całodobowy tryb życia, ale ich aktywność wzmaga się późnym wieczorem oraz wczesnym rankiem. Są padlinożerne – żywią się larwami owadów, kijankami, krewetkami, ślimakami oraz mniejszymi rybami, zjadają także wiele gatunków roślin – zarówno warzyw jak i owoców. Również spotykanym i normalnym zjawiskiem u tego kraba jest tzw. koprofagia, czyli zjadanie własnego kału.
W warunkach hodowlanych żyją 5-6 lat, a w warunkach naturalnych dożywają nawet 10 lat. Żyje w temperaturach od 20 °C do 30 °C (taka też powinna być temperatura w akwarium hodowlanym dla tych krabów).
Kraby cierpliwie przystosowują się do warunków życia w akwarium. Budują bardzo pracowicie dużo wejść do kryjówek przesuwając nawet kamieniste podłoże. Rośliny sztuczne są przez nie często cięte a rośliny prawdziwe – zjadane. Duże znaczenie na samopoczucie krabów oraz ich ubarwienie ma naświetlanie akwarium. Prawdopodobnie ubarwienie zależne jest także od otoczenia kraba, zatem dobry wpływ może mieć trzymanie w akwarium np. czerwonych kamieni.

### Rozmnażanie
Rozmnażanie kraba polega na tym, że samiec zapładnia jaja umieszczone u samicy w odwłoku. Następnie małe kraby wylegają się w ciele matki. Czas wylęgania się małych krabów zależy od temperatury otoczenia; ciepło sprzyja rozwojowi larwy,. Zaraz po wykluciu kraby tęczowe są już całkowicie samodzielne.Matka wypuszcza młode krabiki do morza podczas przypływu.
Krab tęczowy, podobnie jak krab wełnistoszczypcy, rozmnaża się tylko w morzu, ponieważ warunki morskiej wody sprzyjają wylęganiu się małych krabów. Z tego powodu te kraby tęczowe, które zamieszkują południowoamerykańską puszczę, na okres tarła przemierzają czasami wiele kilometrów, aby dojść do morza i złożyć jaja.

### Zmiana pancerza
Kraby tęczowe około 20 razy w całym życiu zmieniają swój pancerz na większy, co umożliwia im wzrost. Na okres zmiany pancerza krab robi się bardzo leniwy, przestaje jeść i najczęściej ukrywa się w wodzie. Pod starym pancerzem zaczyna mu wtedy rosnąć nowy, a kiedy jest on już wystarczająco duży, krab po prostu z niego wychodzi. Kiedy to zrobi, zjada stary pancerz, który uzupełnia jego braki w pożywieniu oraz dodaje mu wapnia i witamin. Same zrzucenie pancerza trwa od 30 minut do kilku godzin, jednak stwardnienie nowego może trwać nawet przez 3 dni.
Małe kraby zmieniają swój pancerz bardzo często – co 3-4 tygodnie. Im krab jest starszy, tym zmienia go rzadziej; kilkuletnie osobniki przechodzą już zmianę pancerza raz na kilka miesięcy, a nawet raz na rok.
Nierzadko jednak zmiana pancerza kończy się bardzo niepomyślnie – szczególnie kiedy krab jest narażony w jej okresie na szczególny stres, gdy jest on chory lub ma złe warunki, może nie przeżyć linienia. Dlatego kiedy nowy pancerz kraba jeszcze się formuje i twardnieje, nie wolno go w ogóle dotykać, gdyż najmniejsze naruszenie go naraża kraba na duże niebezpieczeństwo.

### Choroby
O chorobach krabów tęczowych wiadomo bardzo niewiele. Małą wiedzą na ich temat odznaczają się zarówno sprzedawcy w sklepach zoologicznych, jak i lekarze weterynarii. Główne schorzenia krabów, jakie zostały dotąd poznane, są spowodowane najczęściej złym odżywianiem się albo złymi warunkami otoczenia, np. nieświeżą wodą. Z powodu złych warunków w wodzie krab może zapaść w chorobę potocznie zwaną „próchnicą”; objawia się ona widocznymi, ciemnobrązowymi plamkami na kończynach, które po pewnym czasie prowadzą do stopniowego odkruszania się odnóży, co później prowadzi do śmierci.

## Krab tęczowy jako zwierzę domowe
W ostatnich latach coraz więcej ludzi hoduje kraby tęczowe jako zwierzęta domowe. Kraby do trzymania w domu pochodzą najczęściej z odłowu, ponieważ ich rozmnażanie w akwarium jest bardzo trudne – aby malutkie kraby rozwijały się pomyślnie trzeba im zapewnić wszystkie warunki jakie zapewnia morska woda.